# Административна подела Немачке
Немачка је федерација 16 држава-слободних држава. Постоји 13 држава (Länder) и 3 слободне државе (Freistaat), при чему је разлика само у називу који је задржан из традиционалних разлога. Свака федерална јединица је на савезном нивоу заступљена у горњем дому парламента (Бундесрату).
Федерални конституенти Немачке су савезне државе (Bundesländer). Од 16 федералних јединица – држава, три су градови: Берлин, Хамбург и Бремен. Одредба Основног закона из 1949. године негативно је одређивала овлашћења федералних јединица, јер су сва овлашћења која нису била изричито дата федерацији била у рукама држава. Овако широк круг овлашћења сужаван је уставним амандманима и јачањем федералне власти. Данас је државама остављена најшира власт у области полиције, образовања, културе и комуналних послова. У другим областима, где федерација има законодавну власт, државе могу уређивати питања на стриктно локалном нивоу и у сагласности са федералним законима, који увек имају премоћ.
Федералне јединице имају своје уставе и изграђен систем законодавне, извршне и судске власти. Законодавна тела су једнодомна и углавном се називају Landtag. Извршна власт личи на федералну и предводи је министар-председник са својим кабинетом који има широка овлашћења. Судска власт је независна и тростепена.

## Савезне државе
16 немачких савезних држава су:
1. Баден-Виртемберг (Baden-Württenberg)
2. Баварска (Bayern)
3. Берлин (град-држава)
4. Бранденбург (Brandenburg)
5. Бремен (град-држава)
6. Хамбург (град-држава)
7. Хесен (Хесе) (Hessen)
8. Мекленбург-Западна Померанија (Mecklenburg-Vorpommern)
9. Доња Саксонија
10. Северна Рајна-Вестфалија (Nordrhein-Westfalen)
11. Рајна-Палатинат (Rheinland-Pfalz)
12. Сарланд (Saarland)
13. Саксонија
14. Саксонија-Анхалт (Sachsen-Anhalt)
15. Шлезвиг-Холштајн (Schleswig-Holstein)
16. Тирингија (Thüringen)